# Iers curlingteam (gemengddubbel)
Het Ierse curlingteam vertegenwoordigt Ierland in internationale curlingwedstrijden.

## Geschiedenis
Ierland debuteerde op het wereldkampioenschap curling voor gemengddubbele landenteams van 2012 in het Turkse Erzurum. De Ieren plaatsten zich niet voor de play-offs. Het beste resultaat behaalde Ierland in 2016, een twaalfde plaats. In 2013 werden ze dertiende.
Ierland speelt bij internationale toernooien onder de vlag van de vier traditionele provincies. Hiermee wil men duidelijk maken dat ook inwoners van Noord-Ierland, dat onder het Verenigd Koninkrijk valt, namens Ierland mogen deelnemen aan internationale curlingwedstrijden.
Ierland nam nog niet deel aan het gemengddubbel op de Olympische Winterspelen.

## Ierland op het wereldkampioenschap
| Jaar | Plaats        | Team                          | WG            | W             | V             | PV            | PT            |
| ---- | ------------- | ----------------------------- | ------------- | ------------- | ------------- | ------------- | ------------- |
| 2008 | Geen deelname | Geen deelname                 | Geen deelname | Geen deelname | Geen deelname | Geen deelname | Geen deelname |
| 2009 | Geen deelname | Geen deelname                 | Geen deelname | Geen deelname | Geen deelname | Geen deelname | Geen deelname |
| 2010 | Geen deelname | Geen deelname                 | Geen deelname | Geen deelname | Geen deelname | Geen deelname | Geen deelname |
| 2011 | Geen deelname | Geen deelname                 | Geen deelname | Geen deelname | Geen deelname | Geen deelname | Geen deelname |
| 2012 | 26            | David Smith & Yvonne Chalmers | 8             | 0             | 8             | 20            | 71            |
| 2013 | Geen deelname | Geen deelname                 | Geen deelname | Geen deelname | Geen deelname | Geen deelname | Geen deelname |
| 2014 | 26            | John Furey & Louise Kerr      | 7             | 1             | 6             | 33            | 61            |
| 2015 | Geen deelname | Geen deelname                 | Geen deelname | Geen deelname | Geen deelname | Geen deelname | Geen deelname |
| 2016 | 12            | Neil Fyfe & Alison Fyfe       | 12            | 6             | 6             | 78            | 90            |
| 2017 | 13            | Neil Fyfe & Alison Fyfe       | 9             | 4             | 5             | 58            | 47            |
| 2018 | 38            | Eoin McCrossan & Jen Ward     | 7             | 0             | 7             | 21            | 72            |
| 2019 | 34            | John Wilson & Louise Kerr     | 7             | 2             | 5             | 40            | 54            |
| 2021 | Geen deelname | Geen deelname                 | Geen deelname | Geen deelname | Geen deelname | Geen deelname | Geen deelname |
| 2022 | Geen deelname | Geen deelname                 | Geen deelname | Geen deelname | Geen deelname | Geen deelname | Geen deelname |
| 2023 | Geen deelname | Geen deelname                 | Geen deelname | Geen deelname | Geen deelname | Geen deelname | Geen deelname |
| 2024 | Geen deelname | Geen deelname                 | Geen deelname | Geen deelname | Geen deelname | Geen deelname | Geen deelname |
| 2025 | Geen deelname | Geen deelname                 | Geen deelname | Geen deelname | Geen deelname | Geen deelname | Geen deelname |

Australië · België · Brazilië · Bulgarije · Canada · China · Chinees Taipei · Denemarken · Duitsland · Engeland · Estland · Filipijnen · Finland · Frankrijk · Griekenland · Groot-Brittannië · Guyana · Hongarije · Hongkong · Ierland · India · Israël · Italië · Jamaica · Japan · Kazachstan · Kirgizië · Koeweit · Kosovo · Kroatië · Letland · Litouwen · Luxemburg · Mexico · Mongolië · Nederland · Nieuw-Zeeland · Nigeria · Noorwegen · Oekraïne · Oostenrijk · Polen · Portugal · Puerto Rico · Qatar · Roemenië · Rusland · Saoedi-Arabië · Schotland · Servië · Slovenië · Slowakije · Spanje · Thailand · Tsjechië · Turkije · Verenigde Staten · Wales · Wit-Rusland · Zuid-Korea · Zweden · Zwitserland